# 소야 지청

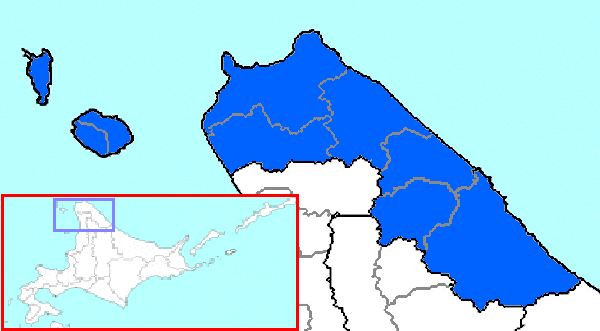
소야 지청의 위치

소야 지청(일본어: 宗谷支庁)은 예전에 존재했던 홋카이도의 지청이다. 지청명은 기타미국 소야 군에서 유래했고 지청 소재지는 왓카나이시이다. 2010년 4월 1일, 소야 종합진흥국으로 개편되었다. 면적은 4,050.82km2이고, 인구는 2009년 3월 기준으로 75,665명이다.

## 역사
- 1897년 - 소야 지청을 설치해 소야·에사시·리시리·레분의 4군을 관할로 했다.
- 1948년 - 루모이 지청의 관할인 데시오 군 도요토미 촌(현재의 도요토미정)을 편입했다.
- 2010년 4월 1일 - 소야 지청을 폐지하고 소야 종합진흥국을 설치했다. 동시에 옛 루모이 지청의 관할인 데시오 군 호로노베 정을 편입했다.

## 인접한 지청

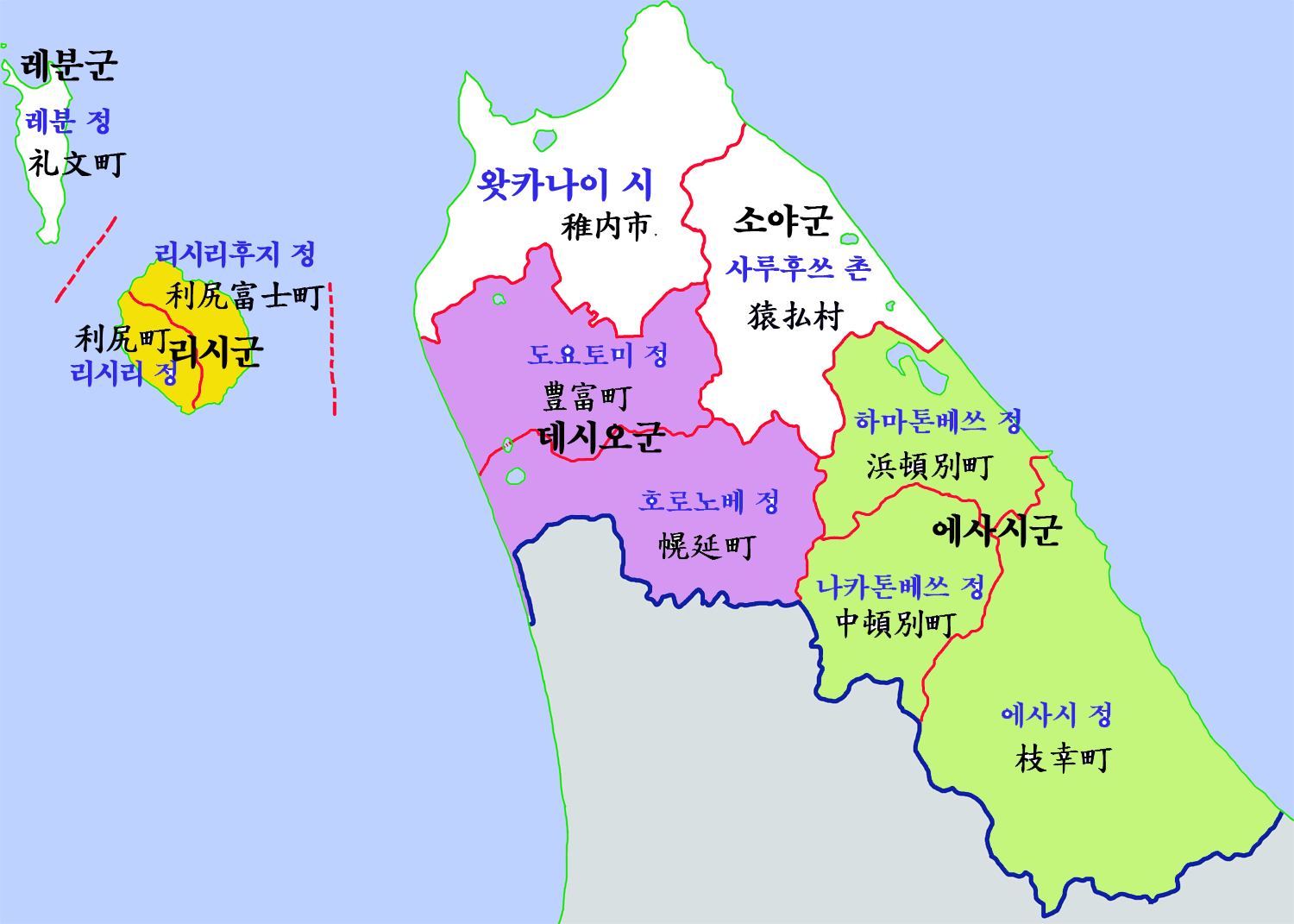
소야 종합진흥국 행정구역

- 가미카와 지청
- 루모이 지청
- 아바시리 지청

## 지역
- 왓카나이시
- 에사시 군 : 에사시 정, 하마톤베쓰정, 나카톤베쓰정
- 레분 군 : 레분정
- 리시리 군 : 리시리정, 리시리후지정
- 소야 군 : 사루후쓰촌
- 데시오 군 : 도요토미정, 호로노베정